# 장각

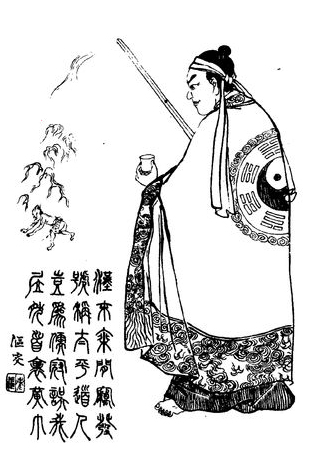

장각(張角, ? ~ 184년)은 중국 후한 말기의 종교 지도자로, 기주 거록군 사람이다. 황건적의 난을 일으켰다.

## 태평도 창시
장각은 황제(黃帝)와 노자(老子)의 사상에 심취하여 도교의 경전인 《태평청령서(太平淸領書)》 등을 공부하고, 자신을 따르는 사람들을 가르치면서 스스로 대현량사(大賢良師)라 칭하고 자신의 가르침을 태평도(太平道)라 이름붙였다. 병든 이가 찾아오면 부적을 태운 물로 치료하고 잘못을 뉘우치면서 절하도록 했다. 병이 낫는 경우가 생기자 장각의 명성이 점점 높아져 장각을 신처럼 여기며 따르는 사람들이 늘어났다.
이윽고 장각의 명성이 중국 북부지역에 널리 퍼지자 당시의 정치에 실망해 있던 백성들 중에서 태평도에 귀의하는 사람이 많아져 신도 수가 수십만에 달했다. 어떤 이는 가산을 처분하고 장각에게 오기도 했으며, 장각에게 병을 치료받으러 오다가 죽는 경우도 있었다. 사태를 심각하게 본 일부 신하들은 영제(靈帝)에게 상소를 올렸으나 이를 대수롭지 않게 본 영제는 별다른 손을 쓰지 않았다.

## 거병
183년, 장각은 규모가 커진 태평도를 이끌어갈 36명을 방(方)에 임명하였는데, 지휘하는 신도 수가 만여 명 정도면 대방(大方), 6~7천 명이면 소방(小方)이라고 했다. 태평도의 구호로 <창천이사 황천당립 세재갑자 천하대길(蒼天已死 黃天當立 歲在甲子 天下大吉: 푸른 하늘이 죽고 노란 하늘이 일어나니, 갑자년에 천하가 크게 길해지리라)>을 내세우고 백성들이 푸른 하늘에 해당하는 한나라가 망하고 노란 하늘에 해당하는 새 세상이 올 것이라고 여기게 했다. 또 대방 마원의(馬元義)에게 낙양의 환관인 중상시(中常侍) 봉서(封諝)와 서봉(徐奉)에게 장각의 거사에 맞춰 낙양에서 호응하도록 했다. 그러나 184년 초에 장각의 제자 당주(唐周)가 조정에 이 사실을 알리자, 마원의는 관군에게 붙잡혀 처형당했다. 장각은 계획을 바꾸어 전국의 방(方)들에게 명령을 내려 한꺼번에 봉기하게 하고 병사들의 머리에 노란 수건을 두르게 했는데, 이로 인해 장각의 무리가 황건적(黃巾賊)으로 불리게 되었다. 장각 자신은 천공장군(天公將軍)이라 칭하고 형제 중 둘째 장보(張寶)는 지공장군(地公將軍), 셋째 장량(張梁)은 인공장군(人公將軍)이 되어 황건적들을 지휘하게 했다.
전국 각지에서 황건적들이 봉기하자 당황한 조정은 하진(何進)을 대장군으로 임명하고 노식(盧植), 황보숭(皇甫嵩), 주준(朱儁)에게 황건적을 토벌하게 하는 한편 당고의 금으로 인해 쫓겨났던 사람들을 사면하고 다시 조정으로 불러들였다. 처음에는 황건적이 우세했으나, 황보숭이 조조(曹操)와 함께 장사(長社)에서 파재(波才)가 이끄는 수만 명의 황건적을 무찌른 후 관군에게 밀리게 되었다.
한편 장각 자신은 북중랑장(北中郞將) 노식에게 연달아 패하여 하북의 광종(廣宗)에서 관군에게 포위당했다. 그러나 노식이 조정에서 감찰 나온 좌풍(左豊)에게 뇌물을 주지 않아 벼슬에서 쫓겨난 덕에 위기를 넘겼다. 조정에서는 동탁(董卓)을 노식의 후임으로 임명했으나, 동탁은 별다른 전과를 올리지 못하여 황보숭이 장각과 맞서게 되었다.
10월에 황보숭은 장보가 이끄는 황건적에게 대승을 거두었는데, 그때 장각은 이미 병으로 죽어 있었다. 황보숭은 장각의 시체가 든 관을 부수고 부관참시하여 머리를 잘라 낙양으로 보냈다. 이후 황건적은 급속히 무너져 관군에게 진압당했으나, 각지에 남아 있던 잔당들은 수년 동안 저항을 계속하였다. 또 한 왕실의 위상이 무너진 데다가 황건적 진압을 구실로 거병했던 제후들이 황건적의 뒤를 이어 각자 봉기하여 군웅할거 상태가 되었다가 세 개의 세력이 최후까지 남아 중국의 삼국시대가 도래하는 계기가 되었다.

## 장각의 친족관계
┏각(角)

┣보(寶)

┗량(梁)

## 같이 보기
- 삼국지 인물 목록

## 참고 문헌
- 범엽, 《후한서》(5세기), 〈제71권〉 열전 제61 황보주준열전(皇甫嵩朱鑈列傳)
- 삼국지연의
- 삼국지